# Cheseaux-sur-Lausanne
Cheseaux-sur-Lausanne ist eine politische Gemeinde im Distrikt Lausanne des Kantons Waadt in der Schweiz.

## Geographie

Luftbild (1964)

Cheseaux-sur-Lausanne liegt auf 604 m ü. M., 7 km nördlich der Kantonshauptstadt Lausanne (Luftlinie). Das Dorf erstreckt sich auf der Hochfläche des südlichen Gros de Vaud, nördlich des Baches Mèbre, im Waadtländer Mittelland.
Die Fläche des 4,6 km² grossen Gemeindegebiets umfasst einen Abschnitt des Gros de Vaud, der Kornkammer des Kantons Waadt. Die Hochfläche wird im Süden durch das Tälchen der Mèbre begrenzt. Nach Westen erstreckt sich der Gemeindeboden bis in das Quellgebiet der Chamberonne und der Petite Chamberonne mit den Waldgebieten von Plamont und Bois du Dévin. Im Osten reicht das Gebiet an den Hang des Signal de Morrens, an dem mit 680 m ü. M. der höchste Punkt von Cheseaux-sur-Lausanne erreicht wird. Von der Gemeindefläche entfielen 1997 20 % auf Siedlungen, 15 % auf Wald und Gehölze und 65 % auf Landwirtschaft.
Zu Cheseaux-sur-Lausanne gehören neue Wohnquartiere und Gewerbe- und Industriezonen. Nachbargemeinden von Cheseaux-sur-Lausanne sind Crissier, Sullens, Boussens, Etagnières, Morrens und eine Exklave von Lausanne.

## Bevölkerung
Mit 4841 Einwohnern (Stand 31. Dezember 2023) gehört Cheseaux-sur-Lausanne zu den mittelgrossen Gemeinden des Kantons Waadt. Von den Bewohnern sind 89,4 % französischsprachig, 4,1 % deutschsprachig und 2,3 % portugiesischsprachig (Stand 2000). Die Bevölkerungszahl von Cheseaux-sur-Lausanne belief sich 1850 auf 421 Einwohner, 1900 auf 399 Einwohner. Seit 1960 (491 Einwohner) wurde eine rasante Bevölkerungszunahme mit einer Versechsfachung der Einwohnerzahl innerhalb von 40 Jahren beobachtet. Heute gehört das Dorf zur Agglomeration von Lausanne.

## Wirtschaft
Cheseaux-sur-Lausanne war bis in Mitte des 20. Jahrhunderts ein vorwiegend durch die Landwirtschaft geprägtes Dorf. Heute hat der Ackerbau nur noch eine marginale Bedeutung in der Erwerbsstruktur der Bevölkerung.
Mit der Schaffung von Gewerbe- und Industriezonen seit den 1960er Jahren wurde die Wirtschaftsstruktur des Dorfes markant verändert. Zu den bedeutenden Firmen von Cheseaux-sur-Lausanne zählen die Kudelski SA, die seit 1969 im Ort ansässig ist und Tonaufnahmegeräte und Verschlüsselungssysteme herstellt, sowie der Verlag Éditions Atlas. Weitere Unternehmen sind im Maschinenbau, in der Feinmechanik, im Baugewerbe sowie in der Möbel- und Nahrungsmittelbranche tätig.
In den letzten Jahrzehnten hat sich das Dorf dank seiner attraktiven Lage zu einer Wohngemeinde entwickelt. Viele Erwerbstätige sind deshalb Wegpendler, die vor allem in Lausanne arbeiten.

## Verkehr
Die Gemeinde ist verkehrstechnisch sehr gut erschlossen. Sie liegt an der Hauptstrasse 5 von Lausanne nach Yverdon-les-Bains, der Transitverkehr wird seit 2001 über die Ortsumfahrung westlich von Cheseaux-sur-Lausanne geleitet. Die Autobahnanschlüsse Cossonay an der A1 (Lausanne-Yverdon) und Lausanne-Blécherette an der A9 (Lausanne-Sion) sind jeweils rund 5 km vom Ort entfernt.
Cheseaux-sur-Lausanne wird durch die Lausanne–Echallens–Bercher-Bahn (LEB) bedient. Am 5. November 1873 wurde der Abschnitt von Lausanne nach Cheseaux, am 2. Juni 1874 die Fortsetzung nach Echallens in Betrieb genommen. Ferner gibt es Buslinien von Cheseaux-sur-Lausanne nach Cossonay und nach Cugy.

## Geschichte
Auf dem Gemeindegebiet wurden Überreste einer römischen Siedlung und Gräber aus der Burgunderzeit entdeckt. Die erste urkundliche Erwähnung des Ortes erfolgte 1228 unter dem Namen Chesaus. Das altfranzösische Wort chesal bezeichnet die Ruinen eines Gebäudes. Cheseaux-sur-Lausanne war im Mittelalter im Besitz der Adelsfamilie de Cheseaux, deren Herrschaft sich von Crissier bis Echallens erstreckte.
Mit der Eroberung der Waadt durch Bern im Jahr 1536 kam Cheseaux-sur-Lausanne unter die Verwaltung der Landvogtei Lausanne. Die Dorfherrschaft besass von 1554 bis 1769 die Familie de Loys. Nach dem Zusammenbruch des Ancien Régime gehörte das Dorf von 1798 bis 1803 während der Helvetik zum Kanton Léman, der anschliessend mit der Inkraftsetzung der Mediationsverfassung im Kanton Waadt aufging. 1798 wurde es dem Bezirk Lausanne zugeteilt.

## Sehenswürdigkeiten
Bereits 1174 ist die Kirche Saint-Nicolas erwähnt. Der heutige Bau wurde 1741 an der Stelle des mittelalterlichen Vorgängerbaus errichtet. Unter der Familie de Loys wurden zwei Schlösser erbaut: das Château-Dessus (Ende des 16. Jahrhunderts, 1663 umgebaut) und das Neue Schloss (nouveau château), ein Herrenhaus aus dem 17. Jahrhundert, das im 18. Jahrhundert vergrössert wurde.